# Basari
Los basari son un pueblo africano que vive en Senegal, Gambia, Guinea y Guinea-Bisáu. Su población total es de entre 10.000 y 30.000 personas. La mayor parte de los basari se concentran en ambos costados de la frontera entre Senegal y Guinea, al sur de la región senegalesa de Kédougou. Esta área se conoce a partir de su expresión en francés como País Basari, o Liyan en el idioma basari.
Los basari hablan el idioma tenda, o-niyan y se denominan a sí mismos a-liyan, en plural bi-liyan. La mayor parte de los grupos basari son animistas, existiendo una minoría significativa de cristianos (tanto católicos como protestantes). Muy pocos basari son musulmanes. Tienen estrechas relaciones con los fula, quienes se ubican localmente en las colinas cercanas del macizo Futa Yallon.
Viven en su inmensa mayoría de la agricultura de subsistencia, cultivando arroz, mijo, cacahuetes y fonio. También migran a las ciudades y pueblos de Senegal y Guinea en la estación seca para buscar trabajo asalariado, utilizando el dinero que obtienen para comprar mobiliario, ropa y otros productos necesarios.